# Gabrielle Cavassa
Gabrielle Cavassa (* 5. Juli 1994 in San Diego) ist eine amerikanische Jazzmusikerin (Gesang, Keyboard, auch Gitarre, Komposition) mit italienischen Wurzeln.

## Leben und Wirken
Cavassas, die in Escondido aufwuchs, hörte schon in jungen Jahren Musikalben; die elterliche Plattensammlung war der Grundstock ihrer musikalischen Ausbildung. Ein Besuch mit ihrem Großvater im New Yorker Jazzclub Blue Note war eine Initialzündung; sie trat dem Schulchor bei und nahm an Talentshows teil. 2012 zog sie nach San Francisco, um an der San Francisco State University zu studieren. Dort begann sie ihre Karriere als Sängerin, wobei der Club Deluxe einen großen Einfluss auf ihre Entwicklung hatte. 
2017 zog Cavassa nach New Orleans, wo sie seitdem lebt. Dort nahm sie mit dem Co-Produzenten Jamison Ross ihr gleichnamiges Debütalbum mit Musikern wie Braxton Cook und Ashlin Parker auf, das Einflüsse von Billie Holiday und Amy Winehouse spiegelt. Nach der Veröffentlichung dieses Albums 2020 gewann sie die Sarah Vaughan International Jazz Vocal Competition. 2023 trat sie bei JazzAscona sowohl als Mitglied des New Orleans Jazz Orchestra, aber auch im Duo mit dem Pianisten Victor Atkins und mit ihrem Quartett auf. Weiterhin wird sie als Sängerin auf Joshua Redmans Album Where Are We herausgestellt.